# Bertrand François Mahé de La Bourdonnais

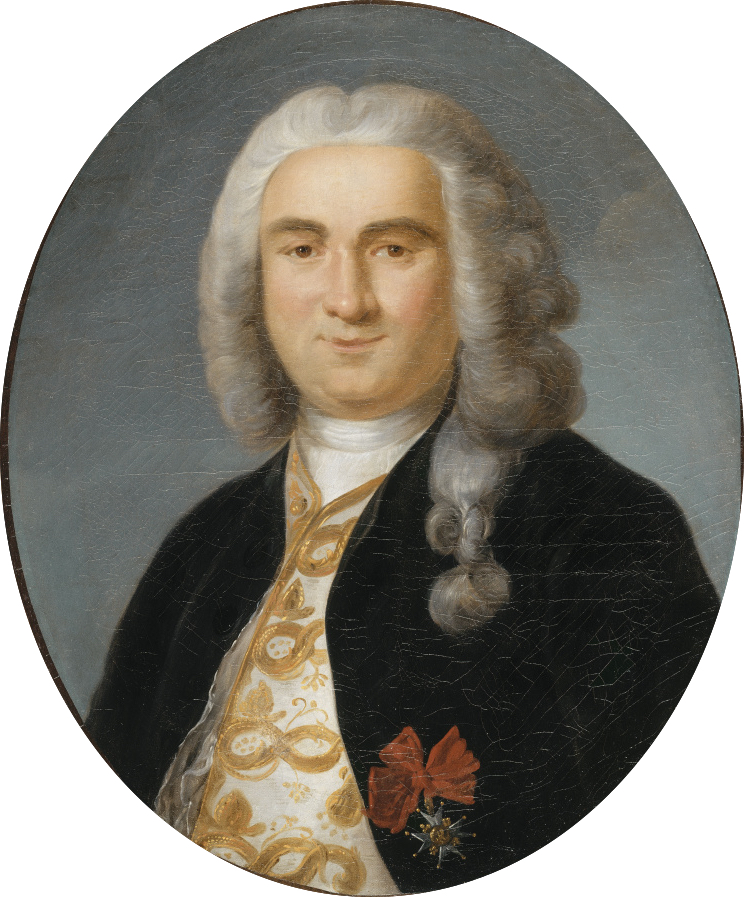
Mahé de La Bourdonnais

Bertrand François Mahé, Comte de La Bourdonnais (* 11. Februar 1699 in Saint-Malo, Frankreich; † 9. September 1753 in Paris, Frankreich) war ein französischer Marineoffizier und Kolonialadministrator.

## Leben

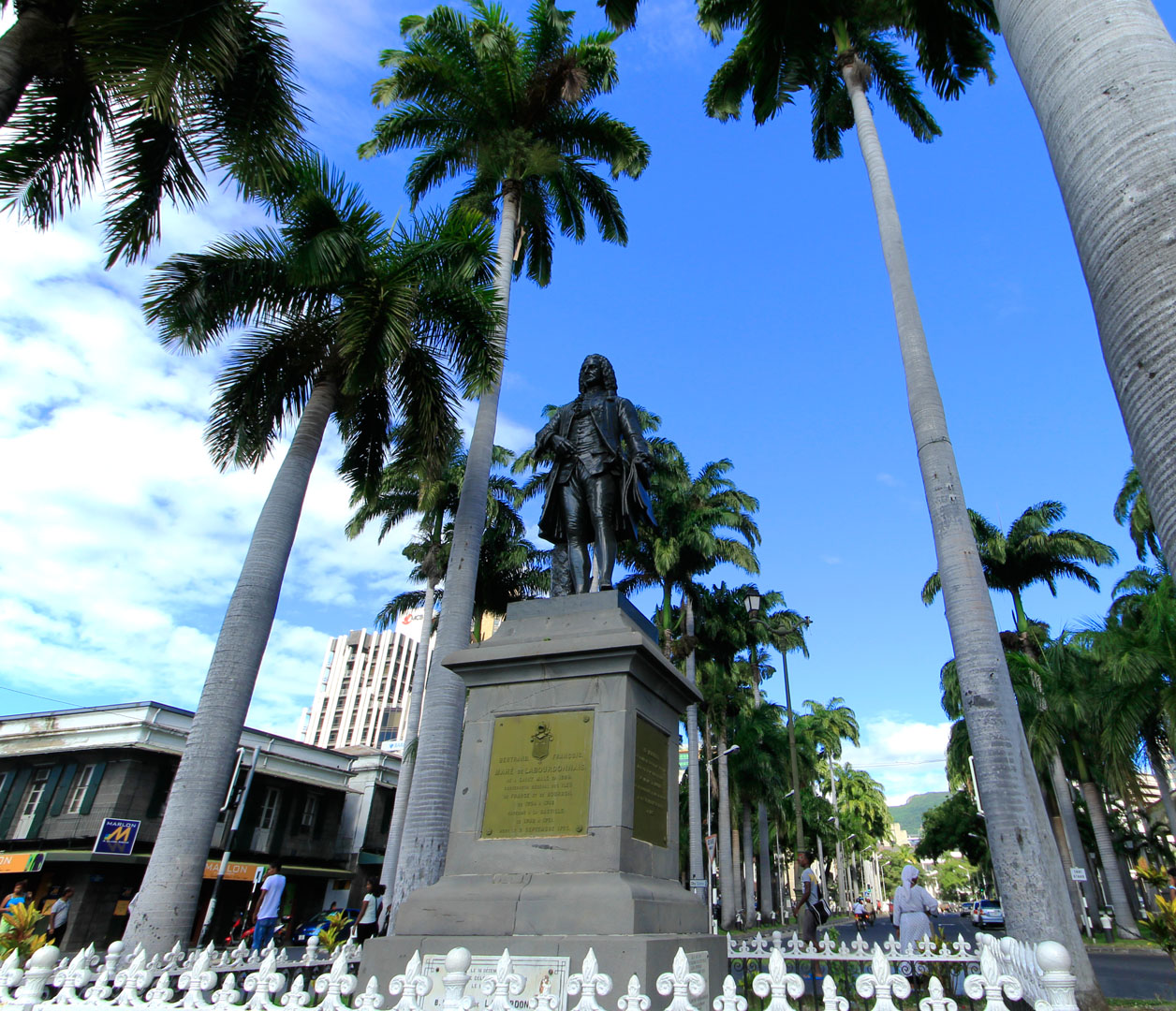
Denkmal in Port Louis

La Bourdonnais war schon 1723 Kapitän in der Marine der französischen Ostindien-Kompanie. 1724 zeichnete er sich bei der Einnahme von Mahé  an der Malabarküste aus und erhielt deshalb diesen Namenszusatz. Ab 1734 war er Gouverneur der Inseln Mauritius (damals Île de France), und Réunion (damals Île de Bourbon) und baute diese zu blühenden Kolonien aus. 1740 wurde er mit dem Kommando über eine Flottenabteilung in den ostindischen Gewässern betraut.
Ab 1744 kam es im Zuge der Auseinandersetzungen im Österreichischen Erbfolgekrieg (Erster Karnatischer Krieg) mit der Britischen Ostindien-Kompanie. La Bourdonnais schlug am 6. Juli 1746 ein britisches Geschwader unter Lord Peyton vor Negapatam und zwang am 21. September 1746 Madras zur Kapitulation. Da er auf dem Festland keine Eroberung machen sollte, verließ er Madras aber wieder gegen eine Kontribution von 9 Millionen Livres. Deshalb wurde er vom Generalgouverneur Joseph François Dupleix beschuldigt, das Interesse der Kompanie verraten zu haben. Daher kehrte er 1748 nach Paris zurück und wurde in der Bastille inhaftiert. Nach dreijähriger Haft wurde er 1752 für schuldlos erklärt und freigelassen, er starb aber wenig später.
Er hat seine Memoires hinterlassen (Paris 1750). In Paul et Virginie von Jacques-Henri Bernardin de Saint-Pierre ist sein Andenken verewigt; in Port Louis auf Mauritius wurde ihm 1859 eine Bildsäule errichtet, die heute unter Denkmalschutz steht. Außerdem wurde der Ort Mahébourg, eine Bezirkshauptstadt von Mauritius, ebenso Mahé die Hauptinsel der Seychellen-Gruppe, nach ihm benannt.
Sein Enkel war der berühmte Schachspieler Louis-Charles Mahé de La Bourdonnais, der auch die Lebensgeschichte seines Großvaters 1827 herausgab.